# Los Pedroches
Die Comarca de Los Pedroches ist eine der 8 Comarcas in der Provinz Córdoba. Sie wurde, wie alle Comarcas in der Autonomen Gemeinschaft Andalusien, mit Wirkung zum 28. März 2003 eingerichtet.
Die im Norden der Provinz gelegene Comarca umfasst 17 Gemeinden mit einer Fläche von 3.612,37 km².

## Lage
| Provinz Badajoz    | Provinz Ciudad Real                         |                   |
|                    | Kompassrose, die auf Nachbargemeinden zeigt | Provinz Jaén      |
| Valle del Guadiato |                                             | Alto Guadalquivir |

## Gemeinden
| Gemeinde              | Einwohner (2024) | Fläche km² | Dichte Einw./km² | Cod INE | Postleitzahl |
| --------------------- | ---------------- | ---------- | ---------------- | ------- | ------------ |
| Alcaracejos           | 1.501            | 175,62     | 9                | 14003   | 14480        |
| Añora                 | 1.503            | 112,57     | 13               | 14006   | 14450        |
| Belalcázar            | 3.099            | 355,99     | 9                | 14008   | 14280        |
| Cardeña               | 1.422            | 512,87     | 3                | 14016   | 14445        |
| Conquista             | 373              | 38,55      | 10               | 14020   | 14448        |
| Dos Torres            | 2.365            | 129,09     | 18               | 14023   | 14460        |
| Fuente la Lancha      | 339              | 7,83       | 43               | 14028   | 14260        |
| El Guijo              | 346              | 67,28      | 5                | 14034   | 14413        |
| Hinojosa del Duque    | 6.563            | 531,47     | 12               | 14035   | 14270        |
| Pedroche              | 1.456            | 121,65     | 12               | 14051   | 14412        |
| Pozoblanco            | 16.946           | 329,92     | 51               | 14054   | 14400        |
| Santa Eufemia         | 710              | 187,34     | 4                | 14061   | 14491        |
| Torrecampo            | 1.000            | 196,54     | 5                | 14062   | 14410        |
| Villanueva de Córdoba | 8.381            | 429,52     | 20               | 14069   | 14440        |
| Villanueva del Duque  | 1.404            | 137,64     | 10               | 14070   | 14250        |
| Villaralto            | 1.075            | 24,07      | 45               | 14072   | 14490        |
| El Viso               | 2.511            | 254,42     | 10               | 14074   | 14074        |
| Comarca Los Pedroches | 50.994           | 3.612,37   | 14               | –       | –            |

## Nachweise
1. ↑  Instituto Nacional de Estadística Municipal Register of Spain
2. ↑  Orden de 14 de marzo de 2003, por la que se aprueba el mapa de comarcas de Andalucía a efectos de la planificación de la oferta turística y deportiva, Boletín Oficial de la Junta de Andalucía (Amtsblatt der Regierung von Andalusien), Nr. 59 vom 27. März 2003, S. 6248